# 能登一ノ宮駅
能登一ノ宮駅（のといちのみやえき）は、石川県羽咋市一ノ宮町に存在した北陸鉄道能登線の駅である。1972年（昭和47年）に廃駅となった。

## 概要
気多大社の最寄駅で、正月には初詣客で賑い、国鉄七尾線・能登線から直通の臨時列車も運転されていた。

## 歴史
- 1925年（大正14年）3月3日：能登鉄道の駅として開業。
- 1943年（昭和18年）10月13日：合併により北陸鉄道能登線の駅となる。
- 1972年（昭和47年）6月25日：能登線全線廃止により廃駅。

## 駅構造
相対式ホーム2面2線の交換駅。駅舎の反対側にあるホーム間とは構内踏切で連絡していた。なお、構内には貨物側線を併設していた。

## 駅周辺

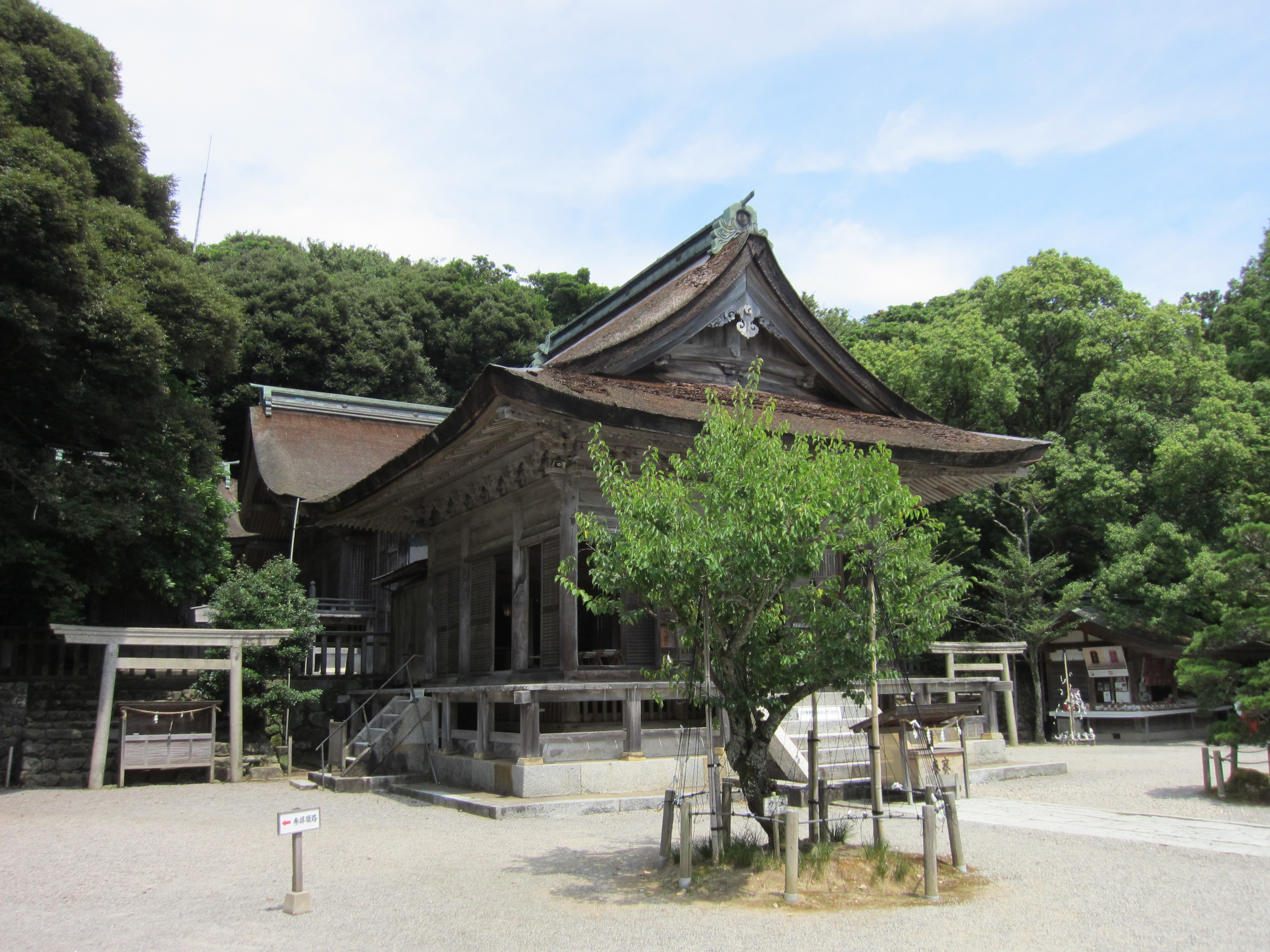
気多大社

当項では駅廃止後の周辺施設や道路などを紹介する。
- 気多大社 - 駅名の由来となった能登国一宮。
- 瀧屋神社
- 一ノ宮郵便局
- 折口信夫の墓碑
- 国道249号
- 石川県道129号滝港線
- 石川県道293号羽咋巌門自転車道線
- 一ノ宮海岸 - 隣接する滝駅の方へ続く海岸。

## 廃止後
駅跡は資材置き場となっている。気多大社へ向かう道路に建てられた鳥居は今も残されている。

## 隣の駅
北陸鉄道
能登線
羽咋駅 - 能登一ノ宮駅 - 滝駅